# Trichius albomaculatus
Trichius albomaculatus är en skalbaggsart som beskrevs av Moser 1902. Trichius albomaculatus ingår i släktet Trichius och familjen Cetoniidae. Inga underarter finns listade i Catalogue of Life.